# تارة كوكس
تارة كوكس (بالإنجليزية: Tara Cox)‏ (9 يناير 1971 بأوكلاند في نيوزيلندا - ) هي لاعبة كرة قدم نيوزلندية في مركز الوسط. شاركت مع منتخب نيوزيلندا الوطني لكرة القدم للنساء.